# Galicia zászlaja

Galícia tartomány zászlaja

Galicia zászlaja fehér, egy átlós kék sávval, amely a bal felső sarokból indul, valamint a címerrel a zászló közepén. A zászlót 1981. április 6. óta használják. Oldalainak aránya 2:3.
A címer egy kék pajzs, amelyen egy sárga oszlopot, amellett pedig hét fehér színű keresztet helyeztek el. A pajzsot korona zárja.